# U.S. Route
Le Réseau d'autoroutes numérotées des États-Unis (en anglais: United States Numbered Highway System, souvent appelé U.S. Routes) est un réseau intégré de routes et d'autoroutes numérotées dans une grille nationale des États-Unis contigus. Comme la désignation et la numérotation de ces routes ont été coordonnées dans les États, les routes sont parfois appelées Federal Highways, mais elles ont toujours été construites et entretenues par les gouvernements locaux depuis leur désignation initiale en 1926.
Les numéros des routes et leur emplacement sont coordonnés par la American Association of State Highway and Transportation Officials (AASHTO). Généralement, les routes qui vont du sud au nord sont numérotées avec des numéros impairs, avec les numéros les plus bas à l'est et augmentant vers l'ouest. Les routes allant d'ouest en est sont généralement numérotées avec des numéros pairs, le plus petit numéro au nord en augmentant vers le sud. Plusieurs exceptions existent. Les routes sud-nord importantes se terminent généralement par un "1" alors que les routes majeures ouest–est se terminent généralement par "0". Les routes à trois chiffres sont généralement des routes collectrices de leur route principale, par exemple la US 264 est un embranchement de la US 64. Quelques routes divisées, comme la US 19E et la US 19W existent pour offrir deux tracés à une route. Des routes spéciales, lesquelles peuvent être identifiées comme alternate, bypass ou business, dépendamment de leur usage, offrent un tracé parallèle à la US Route principale.
Avant que les US Routes ne soient désignées, des pistes pour voitures, administrées par des associations de pistes de voitures, étaient les moyens de transport principaux à travers les États-Unis. Ces organisations étaient privées et le système de numérotation des routes à l'époque était aléatoire et n'était pas uniforme. En 1925, le Joint Board on Interstate Highways, recommandé par l'American Association of State Highway Officials (AASHO), a travaillé pour former un réseau national numéroté afin de rationaliser les routes. Après plusieurs rencontres, un rapport final est approuvé par le U.S. Department of Agriculture en novembre 1925. Après avoir reçu des commentaires de la part des états, quelques modifications sont faites et le réseau des US Routes est approuvé le 11 novembre 1926.
Le prolongement du réseau s'est poursuivi jusqu'en 1956, année durant laquelle le système des Interstate fait son apparition. Après l'implantation du réseau des autoroutes Interstates, plusieurs US Routes ont été contournées ou remplacées par les autoroutes. Certaines routes ont ainsi été déclassées et retirées du réseau. Dans certaines parties du pays, les US Routes demeurent existantes avec les autoroutes et servent de lien entre ces autoroutes et des communautés locales. Elles permettent aussi d'accéder à des routes secondaires et demeurent des artères principales dans les villes qu'elles traversent. Dans d'autres places où ne se trouve aucune Interstate, les US Routes demeurent les routes les mieux adaptées aux trajets longue distance.

## Détails du réseau
En général, les US Routes n'ont pas de design standard et, à l'inverse des autoroutes Interstate, ne sont pas construites selon les standards autoroutiers. Certains segments des US Routes rencontrent tout de même les standards. Plusieurs servent de rues principales des villes dans lesquelles elles passent. Les nouvelles routes du réseau doivent cependant rencontrer substantiellement les standards actuels de l'AASHTO.
À l'exception de ponts ou de tunnels à péage, peu de US Routes sont des routes à péage. La politique de l'AASHTO détermine qu'une route à péage peut être instaurée et intégrée dans le réseau en tant que route spéciale, mais qu'il doit exister un autre itinéraire entre les terminus. La US 3 remplit cette obligation dans le New Hampshire. Elle ne fait pas partie des sections payantes du Everett Turnpike. Cependant, des US Routes du réseau utilisent cinq routes à péage:
- US 51: Jane Addams Memorial Tollway en Illinois; alternative: IL 251.
- US 278: Cross Island Parkway en Caroline du Sud; alternative: US 278 Business. Les péages ont été retirés en juillet 2021.
- US 301: route à péage dans le Delaware; alternative: plusieurs routes d'état du Delaware.
- US 412: Cimarron Turnpike en Oklahoma; alternative: US 64.
- US 412: Cherokee Turnpike en Oklahoma; alternative US 412 Alternate.

### Numérotation
Les US Routes dans les États-Unis contigus suivent un modèle de grille dans lequel les routes numérotées avec un numéro impair s'étalent du sud au nord alors que les routes avec un numéro pair parcourent un tracé d'ouest en est. Les routes auxiliaires à trois chiffres ne respectent pas nécessairement cela. Normalement, les routes à un ou deux chiffres sont des routes principales et les routes à trois chiffres sont des routes auxiliaires d'une route principale. Les numéros impairs augmentent d'est en ouest; la US 1 suit la côte Atlantique et la US 101 suit la côte Pacifique (la US 101 est l'une des nombreuses exceptions à la numérotation standard. Il s'agit d'une route principale et non pas d'une route auxiliaire de la US 1). Les routes numérotées par un nombre augmentent de numéro à mesure qu'on progresse vers le sud; la US 2 suit de près la frontière canadienne alors que la US 98 se trouve près de la côte du golfe du Mexique. Les plus longues routes reliant les villes importantes sont généralement numérotées avec un nombre terminant par 1 ou 0. Cependant, avec les prolongements et les troncatures, cette norme est à géométrie variable.
Dans les années 1950, la grille de numérotation des autoroutes Interstates a été établie et, intentionnellement, elle est à l'inverse de la grille des US Routes. Les numéros des Interstates augmentent d'ouest en est et du sud au nord. Cela a pour effet d'éloigner des routes aux numéros identiques les unes des autres. C'est pour cette raison qu'il n'existe ni I-50 ni I-60; les US 50 et US 60 se retrouveraient alors dans le même secteur.
Dans le réseau des US Routes, les routes à trois chiffres sont considérées comme des routes auxiliaires aux routes principales, à un ou deux chiffres. La US 201, par exemple, se sépare de la US 1 à Brunswick, Maine, et se dirige vers le nord en direction du Canada. Ce ne sont pas toutes les routes auxiliaires qui se dirigent dans la même direction que leur route principale. Certaines ne sont reliées à leur route principale que par d'autres routes auxiliaires, ou n'y sont même pas reliées. À l'origine, le premier chiffre de la route auxiliaire augmente du nord au sud et d'est en ouest. Par exemple, la US 60 avait des routes auxiliaires, d'est en ouest: US 160 au Missouri, US 260 en Oklahoma, US 360 au Texas ainsi que US 460 et US 560 au Nouveau-Mexique. Comme pour les routes principales, des routes auxiliaires ont été ajoutées, retirées, prolongées et écourtées; la relation route principale-route auxiliaire n'est pas toujours présente.
Certains numéros n'ont jamais été assignés à aucune US Route, dont 39, 47, 86 et 88.

### Signalisation
Les panneaux originaux, à la silhouette découpée, avaient un espace réservé à l'indication de l'État (le nom complet ou son abréviation). Datant de 1926, ils furent utilisés jusqu'à la fin dans années 1940.
Le panneau standard signalant une U.S. Route est carré aux coins arrondis, avec un fond noir portant l'ancienne forme des panneaux en blanc. Si l'U.S. Route est à trois chiffres, le panneau s'étire horizontalement et devient rectangulaire. Lorsqu'il est représenté sur de grands panneaux de signalisation verts, il perd généralement son contour noir.
La Californie possède des panneaux différents, plus proches des originaux, la silhouette restant découpée. L'inscription « US » surmonte le chiffre

Il existe d'autres exceptions et différences mineures.

Panneau original
U.S. Route à un ou deux chiffres.
U.S. Route à trois chiffres.
U.S Route à un ou deux chiffres en Californie.
U.S. Route à trois chiffres en Californie.

### Routes divisées et routes spéciales
Depuis 1926, quelques routes divisées ont été désignées pour desservir des régions reliées par des routes plus ou moins équivalentes. Par exemple, la US 11 se sépare en US 11E (est) et US 11W (ouest) à Bristol, Virginie et les routes se rejoignent à Knoxville, Tennessee. Il arrive qu'une seule des deux routes divisées ne soit indiqué ainsi. Par exemple, la US 6N en Pennsylvanie ne rejoint pas la US 6 à son terminus ouest. L'AASHTO a essayé d'éliminer ces routes depuis 1934. Sa politique actuelle est de refuser d'approuver de nouvelles divisions et d'éliminer celles qui existent.
Des routes spéciales (celles avec une indication comme alternate ou bypass) sont aussi administrées par l'AASHTO. Elles sont parfois désignées avec des lettres en suffixe comme A pour alternate et B pour business.

## Histoire

### Premières pistes pour automobiles (auto trails)
En 1903, Horatio Nelson Jackson est devenu la première personne à conduire une automobile entre San Francisco et New York en utilisant seulement une connexion de routes de terre, de chemins agricoles et de lits de voies ferrées. Son voyage, couvert par la presse, est devenu une sensation nationale et a permis les ébauches des premières routes longue-distance.
Au début des années 1910, les organisations de pistes pour automobiles (notamment la Lincoln Highway) ont commencé à émerger, signalisant et faisant la promotion des routes pour des voyages sur de longues distances. La Yellowstone Trail (en) est un autre de ces exemples précoces.

### Planification
Le Wisconsin a été le premier état des États-Unis à numéroter ses routes, érigeant des panneaux en mai 1918. D'autres états ont rapidement suivi. En 1922, les états de la Nouvelle-Angleterre se sont unis pour établir un réseau routier des six états, le New England Interstate Routes.
En 1916, le Federal Aid Road Act promet de couvrir 50% des coûts pour l'amélioration des routes majeures. Le Federal Aid Highway Act de 1921 a limité le nombre de telles routes à 7% des routes de chaque état et il fallait que trois routes sur sept aient un caractère inter-État, c'est-à-dire qu'ils relient deux états ensemble. L'identification de ces routes principales s'est terminé en 1923.
La American Association of State Highway Officials (AASHO), créée en 1914 pour aider à établir les standards routiers, commença à planifier un réseau de routes numérotées et identifiées en 1924. Elle a recommandé que ce soit le Secrétaire à l'Agriculture qui travaille avec les états pour l'établissement de ces routes.
Il a ainsi été proposé que les noms des routes soient éliminés et remplacés par des chiffres. Les associations de pistes pour automobiles ont rejeté l'élimination des noms des routes. Les pistes nommées seraient incluses dans le réseau et il y a été ajouté près de 81 000 miles (130 000 km), soit 2,8% des routes publiques. Certains états favorisaient alors un réseau ne comptant que quelques routes transcontinentales importantes alors que d'autres préféraient un grand nombre de routes d'importance régionale. Le premier bouclier a été adopté et il a été choisi de numéroter les routes plutôt que de les nommer. Un premier réseau préliminaire est élaboré comptant huit routes est-ouest et dix routes nord-sud.

### Désaccords et raffinement, 1925-1926

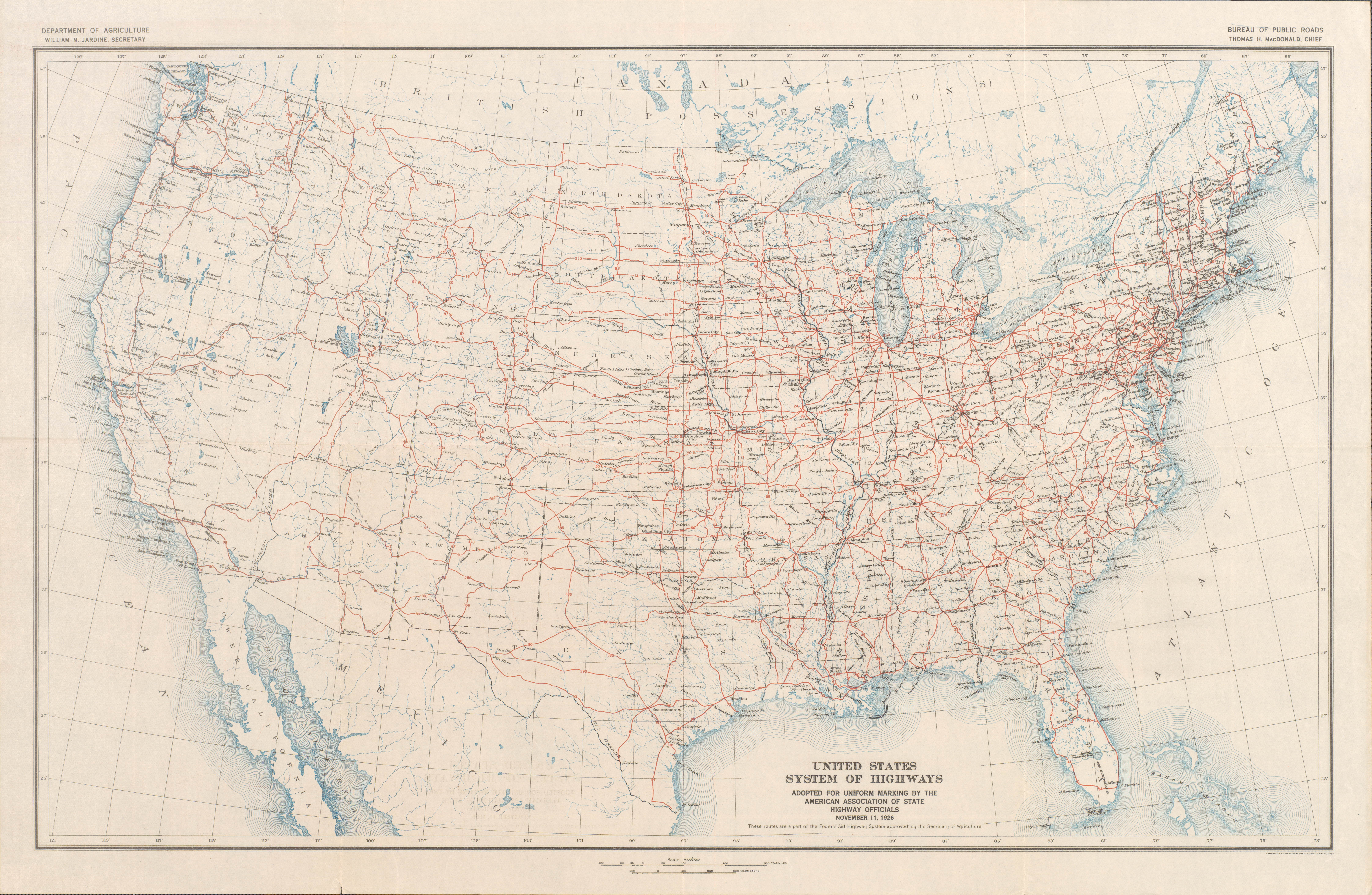
Le plan final approuvé le 11 novembre 1926

Le nouveau système a été à la fois loué et critiqué par les médias locaux, dépendamment si la ville était ou pas reliée à une telle route. Alors que la Lincoln Highway Association comprenait et supportait le plan, entre autres parce qu'elle était assurée d'avoir la désignation de la US 30, la plupart des autres associations se sont plaint de leur obsolescence.
Dans le nord-est, l'État de New York a demandé que moins de routes soient désignées comme des US Routes. La Pennsylvanie a convaincu l'AASHO d'ajouter un réseau dense de routes, ce qui a eu pour effet de donner six terminus de routes dans l'État. Puisque la US 20 semblait indirecte, passant par le Parc national de Yellowstone, l'Idaho et l'Oregon ont demandé que la US 30 soit échangée avec la US 20 jusqu'à la côte Pacifique.
Plusieurs disputes locales surviennent en lien avec les choix de désigner des routes souvent parallèles qui compétitionnaient avec les pistes de voitures. La plus grande dispute, finalement, était quant à l'issue de la US 60. Le numéro avait d'abord été assigné à la route entre Chicago et Los Angeles, laquelle parcourait une route nord-sud en Illinois, malgré son nombre pair. C'est au sud-ouest d'Oklahoma City qu'elle bifurquait vers l'ouest jusqu'à Los Angeles. Le Kentucky s'est fortement opposé à cette route puisque cela avait pour effet de l'écarter de toute route est–ouest majeure (le Kentucky n'aurait alors aucune route se terminant par 0). L'état recevait, à la place, la US 62. En janvier 1926, l'AASTHO a plutôt désigné US 60 ce qui devait être la US 62, de même que le tracé de la US 52 à l'est d'Ashland. Le numéro US 62 a alors été assigné à la route entre Chicago et Los Angeles, à condition d'approbation par les états concernés. Le Missouri et l'Oklahoma se sont objectés. Le Missouri avait déjà imprimé des cartes et l'Oklahoma, préparé des panneaux. Un compromis a été fait pour que la US 60 se sépare à Springfield, Missouri, en US 60E et US 60N, mais tous se sont objectés. La solution finale a été d'assigner le numéro US 66 à ce tracé qui, bien que ne se terminant pas par un 0, était vu comme un nombre suffisamment rond. La Route 66 est devenue importante dans la culture populaire, apparaissant dans des chansons et des films.
Avec 32 états qui avaient déjà marqué leurs routes, le plan est approuvé par l'AASHO le 11 novembre 1926. Celui-ci inclut alors quelques routes divisées, d'autres discontinues (dont la US 6, la US 19 et la US 50) et quelques-unes dont un terminus se trouve à une frontière entre des États.

### Expansion et ajustement, 1926 à 1956

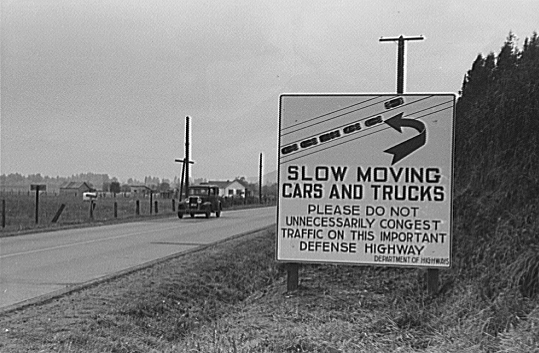
Ce panneau photographié en 1941 sur la US 99 entre Seattle (WA) et Portland (OR) montre l'une des raisons d'être des routes fédérales: la défense nationale

Lorsque le réseau de routes numérotées a débuté en 1925, quelques routes optionnelles ont été établies désignées avec une lettre en suffixe. Alors que quelques routes du réseau sont toujours numérotées ainsi, l'AASHO croit qu'il faut qu'elles soient éliminées en absorbant l'une d'entre elles dans une autre route pour n'en garder qu'une seule.
En 1934, l'AASHO a essayé d'éliminer plusieurs routes divisées en les retirant des enregistrements et en désignant l'une des deux routes "jumelles" par une route à trois chiffres ou par une route alternate. Dans un cas, ça a mené à la désignation d'une nouvelle route, la US 37.
La plupart des états adhèrent à cette approche. Cependant, certains états maintiennent l'héritage de routes qui enfreignent les règles de plusieurs façons. Des exemples peuvent être trouvés en Californie, au Mississippi, au Nebraska, en Oregon et au Tennessee. En 1952, l'AASHO a finalement reconnu les divisions des routes suivantes: US 11, US 19, US 25, US 31, US 45, US 49, US 73 et US 99.
Pour la majorité, les US Routes étaient les premiers moyens de transport inter-villes; les exceptions principales étant les routes à péage comme le Pennsylvania Turnpike et des parkways comme la Merritt Parkway. Plusieurs des premières autoroutes ont été les US Routes: la Gulf Freeway portait la US 75, la Pasadena Freeway portait la US 66 et la Pulaski Skyway portait la US 1 et la US 9.

### Ère des Interstate, 1956 à aujourd'hui

Version de 1961 du bouclier

Le Federal Aid Highway Act de 1956 fournit les fonds nécessaires au réseau des autoroutes inter-États (Interstates). Les fonds permettent de construire un vaste réseau d'autoroutes dans le pays. En 1957, l'AASHO a décidé d'assigner une nouvelle grille à ces nouvelles routes. Elles seront numérotées dans les directions opposées de la grille des US Routes. Bien que les autoroutes devaient compléter plutôt que remplacer les US Routes, dans plusieurs cas (surtout dans l'ouest), les US Routes ont été réalignées sur les tracés des Interstates. D'importants déclassements surviennent sur d'anciennes routes, à commencer par la renumérotation des autoroutes de Californie en 1964. La déclassification de la US 66 en 1985 est souvent vue comme la fin de l'ère des US Routes.
Quelques liens majeurs ne sont pas desservis par des autoroutes Interstates dont le corridor de la US 6 entre Hartford, Connecticut et Providence, Rhode Island ainsi que celui de la US 93 entre Phoenix, Arizona et Las Vegas, Nevada, bien que ce dernier est prévu être amélioré comme I-11. Trois capitales d'état des États-Unis contigus ne sont desservis que par des US Routes: Dover (Delaware), Jefferson City (Missouri) et Pierre (Dakota du Sud).
En 1995, le National Highway System a été défini comme incluant à la fois le réseau des Interstate et les autres routes considérées comme importantes pour l'économie, la défense et la mobilité du pays.
L'AASHTO est actuellement en train d'éliminer toutes les US Routes comptant moins de 300 miles (480 km). Les nouveaux ajouts au réseau doivent servir plus d'un état et rencontrer substantiellement les standards actuels de l'AASHTO.